# الطريق إلى إل دورادو
الطريق إلى الدُّرادو (بالإنجليزية: The Road to El Dorado)‏ هو فيلم رسوم متحركة وفيلم مغامرة وفنتازيا موسيقي يغلب عليه الطابع الكوميدي. تم إنتاجه في الولايات المتحدة وصدر في سنة 2000 من شركة دريم ووركس أنيميشن. من بطولة كيفين كلاين وكينيث براناه وروزي بيريز وأرماند أسانتي وإدوارد جيمس أولموس.

## القصة
تدور قصة حول نصابين وهما (ميجويل) و(توليو)، والذان يقودهما الحظ للعثور على خريطة طريق إلى مدينة الذهب الدرادو، فيتسللان إلى متن سفينة، لكنها تتعرض للغرق، لكن يتمكن حصان الحرب (ألتيفو) من إنقاذهما، بعد ذلك يعثران على ساحل مشابه للمكان الموجود في الخريطة، وهناك يستقبلهما كاهن المدينة اعتقادًا منه أنهما الإلهين المتنبأين.

## الميزانية والإيرادات
بلغت تكلفة إنتاج الفيلم حوالي 95 مليون دولار بينما حقق إيرادات تقدر بـ 76.4 مليون دولار.

## وصلات خارجية
- الطريق إلى إل دورادو على موقع IMDb (الإنجليزية)
- الطريق إلى إل دورادو على موقع ميتاكريتيك (الإنجليزية)
- الطريق إلى إل دورادو على موقع روتن توميتوز (الإنجليزية)
- الطريق إلى إل دورادو على موقع ألو سيني (الفرنسية)
- الطريق إلى إل دورادو على موقع Turner Classic Movies (الإنجليزية)
- الطريق إلى إل دورادو على موقع أول موفي (الإنجليزية)
- الطريق إلى إل دورادو على موقع بوكس أوفيس موجو (الإنجليزية)
- الطريق إلى إل دورادو على موقع فيلمافينيتي (الإسبانية)
- الطريق إلى إل دورادو على موقع قاعدة بيانات الأفلام السويدية (السويدية)
- الطريق إلى إل دورادو على موقع قاعدة بيانات الفيلم (الإنجليزية)